# Sankt Stefans Kirke
 Der er for få eller ingen kildehenvisninger i denne artikel, hvilket er et problem. Du kan hjælpe ved at angive troværdige kilder til de påstande, som fremføres i artiklen.

Sankt Stefans Kirke, også kaldet Stefanskirken, er en kirke beliggende på Nørrebrogade 191 på Nørrebro i Københavns Kommune.

## Historie
Sankt Stefans Kirke blev opført i 1873-1874 efter tegninger af arkitekt Ludvig Knudsen, og kirken er således Nørrebros næstældste kirke – efter St. Johannes Kirke på Sankt Hans Torv fra 1861.
I de første år var Stefanskirken en udpræget missionsk kirke med aktiv stillingstagen mod fritænkeri og arbejderbevægelse. I det opråb, der i 1872 udsendtes i forbindelse med indsamlingen til kirkebyggeriet, stod der:
| „ | Vi nærer den fulde Tro, at Jesu Kristi Evangelium er den eneste rette Kraft, som formaar at bevare Hjerterne fra socialistiske og kommunistiske Galskaber, for hvis forførende og blændende Luftkasteller de Mennesker er mest udsatte, som intet har at tabe i denne Verden. | “ |

Kirkens to første præster – Peter Volf og Ivar Dall – var klare repræsentanter for denne retning.
Det skulle dog ændre sig med tiden. I 1914 udnævntes Axel Rosendal til residerende kapellan ved kirken. Rosendal var selv opvokset på Nørrebro, hvor hans far drev en friskole. Han var desuden grundtvigianer, og denne linje vandt: Efter menighedsrådsvalget i 1922 var Stefanskirken en rent grundtvigsk kirke, hvilket den også siden har været.
Den hårde strid om linjen medførte, at Ivar Dall efterfølgende trak sig resigneret tilbage. Konflikten kan aflæses af statistikken over altergæster: i årene 1910-16 har kirkegangen været ret begrænset, men efter grundtvigianernes sejr fordobledes besøgstallet fra det ene år til det andet.
I 1935 blev Rosendal udnævnt til biskop over Roskilde Stift. Han efterfulgtes af Ejnar Leth Balling, filmmanden Erik Ballings far. Fire år senere udnævntes Emanuel Würtzen til residerende kapellan, og de to markante præster kom til at tegne kirkens profil i et kvart århundrede. De døde med to måneders mellemrum i 1962 og 1963. Balling efterfulgtes af Finn Ahlmann Olesen
I 1980 afløstes Ahlmann Olesen af Ivan Larsen, der havde været residerende kapellan ved kirken siden 1976. Med Anne Braads ansættelse som sognepræst i 1989 indledtes endnu et langvarigt parløb af markante personligheder på præstestillingerne. Ivan Larsen markerede sig tidligt som fortaler for homoseksuelles rettigheder i kirken og for kirkelig vielse af homoseksuelle. Anne Braad var en flittig debattør med en til tider ukonventionel indstilling til de kirkelige og teologiske traditioner.
Efter Anne Braads død i 2008 blev Pernille Østrem ansat som sognepræst og efter Ivan Larsens afgang i 2012 som kirkebogsførende sognepræst.
I 2014 blev Thomas Høg Nørager ansat som sognepræst.

### Sognets udvikling
I årene efter Sankt Stefans Sogns oprettelse voksede indbyggertallet på Nørrebro kraftigt. Således fødtes der 800 børn i sognet i 1877. I 1889 var tallet 1405. I årene 1890-1912 blev derfor yderligere fem sogne udskilt fra Sankt Stefans sogn: Hellig Kors i 1890, Kapernaum i 1902, Simeon i 1903, Kingo i 1908, og Anna i 1912.

### Præsteliste
| Kirkebogsførende sognepræster | Kirkebogsførende sognepræster | Residerende kapellaner/sognepræster | Residerende kapellaner/sognepræster |
| ----------------------------- | ----------------------------- | ----------------------------------- | ----------------------------------- |
| 1874-1899                     | Peter Rudolph Volf            | 1887-1900                           | Karl Eugen Petersen                 |
| 1899-1923                     | Ivar Petersen Dall            | 1900-1902                           | Frithiof Viggo August Frandsen      |
|                               |                               | 1914-1924                           | Axel Rosendal                       |
| 1924-1935                     | Axel Rosendal                 | 1924-1933                           | Niels Christian Mathias Petersen    |
|                               |                               | 1933-1939                           | Jens Arnold Petersen Vang           |
| 1935-1963                     | Ejnar Leth Balling            | 1939-1962                           | Emanuel Würtzen                     |
| 1963-1980                     | Finn Ahlmann Olesen           | 1963-1967                           | Norman Drury Lange                  |
|                               |                               | 1967-1970                           | Lauge Steen Knudsen                 |
|                               |                               | 1971-1975                           | Aksel Kjærgaard                     |
|                               |                               | 1976-1980                           | Ivan Ebbe Larsen                    |
| 1980-2012                     | Ivan Ebbe Larsen              | 1981-1987                           | Inge Bastkær Rasmussen              |
|                               |                               | 1987-2008                           | Anne Braad                          |
|                               |                               | 2009-2012                           | Pernille Østrem                     |
| 2012-                         | Pernille Østrem               | 2014-                               | Thomas Høg Nørager                  |

## Organister
| 1874-1917 | Kapelmusicus V. Andersen |
| 1917-1932 | Knud Jeppesen            |
| 1933-1955 | Jens Jacobsen Bjerre     |
| 1955-1978 | Harry Egediussen         |
| 1978-2006 | Ole Olesen               |
| 2009-2025 | Kevin Edelvang           |

## Kirkebygningen
St. Stefans Kirke er 35 m lang og 14 m bred, og der er 31 m fra gulvet til tårnets fløjstang. Arkitekttegningerne til kirken blev senere genbrugt ved opførelsen af Sankt Clemens Kirke på Bornholm, der således hvad selve kirkeskibet angår fremstår som en kopi af Stefanskirken, som den så ud fra begyndelsen. Stefanskirkens kirkerum har i mellemtiden gennemgået visse forandringer. Prædikestolen er sænket og flyttet nærmere koret, og kirkeskibets bagerste del er inddraget til toiletter og dåbsværelse.

## Interiør
- Kirkerummet
- Kirkerummet set fra alteret

### Alter
Altertavlen er malet af Anton Dorph, og forestiller Jesus på besøg hos søstrene Martha og Maria. Frøkenerne Dorph Petersen fra Blågårds stod model. Af Dorphs 71 altertavler i Danmark har 6 motivet med Martha og Maria. Den ældste af disse findes i Tyrstrup kirke ved Haderslev; Stefanskirkens er den næstældste.
I forbindelse med restaureringen i 1974 blev der opsat et nyt alterbord. De to store kandelabre på alteret blev skænket af Holmens Kirke i 1874.
- Alter

### Prædikestol
Prædikestolen fra 1874 var oprindelig udsmykket med fire felter med allegoriske motiver: Tro, håb, kærlighed og retfærdighed.
Ved 25-årsjubilæet i 1899 dekorerede malermester Johan N. Schrøder den med ny maling og forgyldning af fem felter. Han indsatte allegoriske figurer efter de tidligere motiver forestillende Kristus med lammet, tro, håb, kærlighed og retfærdighed.
Under hovedrestaureringen i 1974 blev prædikestolen sænket og rykket nærmere koret.
- Prædikestol

### Døbefont
Døbefonten er af grønlandsk marmor.
- Døbefont

### Orgel
Kirkens orgel er bygget i 1983 af Carsten Lund, der – noget usædvanligt – fik frie hænder af kirkens menighedsråd mht. orglets udførelse. Det har resulteret i et meget særegent orgel med 25 stemmer fordelt på tre manualer og pedalklaviatur. Det er uligesvævende tempereret à la 1750 og intoneret således, at hver stemme har en stærk karakter.
Foruden de almindelige orgelstemmer har orglet desuden en nattergal, et klokkespil og – som det eneste orgel i Nordeuropa – indbygget slagtøj, dvs. stortromme og bækken. Carsten Lund fremhæver selv orglet som et af sine bedste værker.
- Orgelfacade

### Kirkeskib
I 1882 skænkede skibsbygger Skifter Andersen fra Aabenraa kirkeskibet St. Stefan til kirken, og året efter blev det hængt op. Master og rigning blev indsat af skibsførerne S.C. Ibsen og Th. Knudsen. Skroget har været model til skibet Heinrich Augusta, som Skifter Andersen byggede til et købmandshus i Hamburg.
- Kirkeskibet  St. Stefan
- Kirkeskibet  St. Stefan og mosaikvinduer

### Literatur
- Storbyens virkeliggjorte længsler ved Anne-Mette Gravgaard. Kirkerne i København og på Frederiksberg 1860-1940. Foreningen til Gamle Bygningers Bevaring 2001. ISBN 87-87546-18-3

## Eksterne kilder og henvisninger
- Sankt Stefans Kirke hos KortTilKirken.dk
- stefanskirken.dk – Stefanskirkens egen hjemmeside